# Benthotrema richardsoni
Benthotrema richardsoni är en plattmaskart som beskrevs av Harold Winfred Manter 1954. Benthotrema richardsoni ingår i släktet Benthotrema och familjen Fellodistomatidae. Inga underarter finns listade i Catalogue of Life.